# Central Hockey League 2012/13
Die Saison 2012/13 ist die 21. reguläre Saison der Central Hockey League. Die zehn Teams absolvierten in der regulären Saison je 66 Begegnungen.

## Teamänderungen
Folgende Änderungen wurden vor Beginn der Saison vorgenommen:
- Die Dayton Gems stellten den Spielbetrieb ein.
- Die Evansville IceMen wechselten in die ECHL.
- Die Fort Wayne Komets wechselten in die ECHL.
- Die Rio Grande Valley Killer Bees stellten den Spielbetrieb ein.
- Die Laredo Bucks wurden inaktiv.
- Die Denver Cutthroats wurden als Expansionsteam in die Liga aufgenommen.

## Reguläre Saison

### Abschlusstabelle
Abkürzungen: GP = Spiele, W = Siege, L = Niederlagen, T = Unentschieden, OTL = Niederlage nach Overtime, GF = Erzielte Tore, GA = Gegentore, Pts = Punkte
| Berry Conference   | GP | W  | L  | OTL | GF  | GA  | Pts |
| ------------------ | -- | -- | -- | --- | --- | --- | --- |
| Allen Americans    | 66 | 39 | 18 | 9   | 210 | 176 | 87  |
| Wichita Thunder    | 66 | 39 | 19 | 8   | 240 | 182 | 86  |
| Fort Worth Brahmas | 66 | 36 | 22 | 8   | 187 | 182 | 80  |
| Rapid City Rush    | 66 | 35 | 24 | 7   | 177 | 179 | 77  |
| Missouri Mavericks | 66 | 35 | 25 | 6   | 217 | 222 | 76  |
| Quad City Mallards | 66 | 34 | 26 | 6   | 219 | 201 | 74  |
| Arizona Sundogs    | 66 | 32 | 27 | 7   | 180 | 185 | 71  |
| Denver Cutthroats  | 66 | 30 | 26 | 10  | 205 | 215 | 70  |
| Bloomington Blaze  | 66 | 28 | 36 | 2   | 230 | 246 | 58  |
| Tulsa Oilers       | 66 | 22 | 39 | 5   | 177 | 254 | 49  |

## Ray-Miron-President’s-Cup-Playoffs
| Erste Runde | Erste Runde        | Erste Runde        |   |                    | Conference-Finale | Conference-Finale | Conference-Finale |  |  | Ray-Miron-President’s-Cup-Finale | Ray-Miron-President’s-Cup-Finale | Ray-Miron-President’s-Cup-Finale |
|             |                    |                    |   |                    |                   |                   |                   |  |  |                                  |                                  |                                  |
| 1           | Allen Americans    | 4                  |   |                    |                   |                   |                   |  |  |                                  |                                  |                                  |
| 8           | Denver Cutthroats  | 1                  |   |                    |                   |                   |                   |  |  |                                  |                                  |                                  |
| 8           | Denver Cutthroats  | 1                  | 1 | Allen Americans    | 4                 |                   |                   |  |  |                                  |                                  |                                  |
|             |                    |                    | 1 | Allen Americans    | 4                 |                   |                   |  |  |                                  |                                  |                                  |
|             | 5                  | Missouri Mavericks | 3 |                    |                   |                   |                   |  |  |                                  |                                  |                                  |
| 4           | 5                  | Missouri Mavericks | 3 | Rapid City Rush    | 2                 |                   |                   |  |  |                                  |                                  |                                  |
| 4           |                    |                    |   | Rapid City Rush    | 2                 |                   |                   |  |  |                                  |                                  |                                  |
| 5           | Missouri Mavericks | 4                  |   |                    |                   |                   |                   |  |  |                                  |                                  |                                  |
| 5           | Missouri Mavericks | 4                  | 1 | Allen Americans    | 4                 |                   |                   |  |  |                                  |                                  |                                  |
|             |                    |                    |   | Allen Americans    | 4                 |                   |                   |  |  |                                  |                                  |                                  |
|             | 2                  | Wichita Thunder    | 3 |                    |                   |                   |                   |  |  |                                  |                                  |                                  |
| 2           | 2                  | Wichita Thunder    | 3 | Wichita Thunder    | 4                 |                   |                   |  |  |                                  |                                  |                                  |
| 2           |                    |                    |   | Wichita Thunder    | 4                 |                   |                   |  |  |                                  |                                  |                                  |
| 7           | Arizona Sundogs    | 0                  |   |                    |                   |                   |                   |  |  |                                  |                                  |                                  |
| 7           | Arizona Sundogs    | 0                  | 2 | Wichita Thunder    | 4                 |                   |                   |  |  |                                  |                                  |                                  |
|             |                    |                    | 2 | Wichita Thunder    | 4                 |                   |                   |  |  |                                  |                                  |                                  |
|             | 3                  | Fort Worth Brahmas | 0 |                    |                   |                   |                   |  |  |                                  |                                  |                                  |
| 3           | 3                  | Fort Worth Brahmas | 0 | Fort Worth Brahmas | 4                 |                   |                   |  |  |                                  |                                  |                                  |
| 3           |                    |                    |   | Fort Worth Brahmas | 4                 |                   |                   |  |  |                                  |                                  |                                  |
| 6           | Quad City Mallards | 1                  |   |                    |                   |                   |                   |  |  |                                  |                                  |                                  |

## Vergebene Trophäen
| Auszeichnung                                                          | Spieler          | Team               |
| --------------------------------------------------------------------- | ---------------- | ------------------ |
| Commissioner’s Trophy Bester Trainer                                  | Dan Wildfong     | Fort Worth Brahmas |
| Most Valuable Player Bester Spieler der regulären Saison              | Sébastien Thinel | Missouri Mavericks |
| Playoff Most Valuable Player Bester Spieler der Playoffs              | Brian McMillin   | Allen Americans    |
| Rookie of the Year Bester Rookie der regulären Saison                 | Mike Hellyer     | Quad City Mallards |
| Most Outstanding Defenseman Bester Verteidiger der regulären Saison   | Kevin Young      | Wichita Thunder    |
| Most Outstanding Goaltender Bester Torhüter der regulären Saison      | Aaron Dell       | Allen Americans    |
| Joe Burton Award Bester Scorer der regulären Saison                   | Sébastien Thinel | Missouri Mavericks |
| Ray Miron President’s Cup Gewinner der Central-Hockey-League-Playoffs | Allen Americans  | Allen Americans    |
| Bud Poile Governors’ Cup Bestes Team der regulären Saison             | Allen Americans  | Allen Americans    |